# パーティングライン
パーティングラインとは、鋳造や射出成型などによって製作されたものに発生する出っ張り。

## 概要
鋳造や射出成型は、オス・メスふたつの金型を合わせたところに溶けた材料を流し込む成型方法である。そのため、金型の精度などをはじめとする制作時の条件によっては、オス型とメス型の合わせ目にズレが出来てしまい、結果として本来意図しない出っ張りがラインとなって現れてしまう。これがパーティングラインである。
通常、例えば自動車のプラモデルであればプレスラインやパネル同士のつなぎ目と言ったような比較的目立たないところにパーティングラインが来るように設計されているが、場合によってはバンパーなど非常に目立つ部位に出来てしまうケース、あるいは大きすぎるパーティングラインが原因で切削加工が必要になることもある。古い世代のプラモデルでは金型の精度（工作精度の他に、金型自体の劣化も考えられる）の問題もあり、切削加工だけでは対処しきれず修正にパテが必要になるほどにまで大きくなる場合も見られる。

## 関連用語
- バリ (加工)
- やすり
- 鎔笵